# Phrynocephalus forsythii
Phrynocephalus forsythii är en ödleart som beskrevs av  Anderson 1872. Phrynocephalus forsythii ingår i släktet Phrynocephalus och familjen agamer. Inga underarter finns listade i Catalogue of Life.